# NUTS

NUTS 1 (2007)

NUTS 2 (2007)

NUTS 3 (2007)

NUTS (französisch Nomenclature des unités territoriales statistiques) bezeichnet eine hierarchische Systematik zur eindeutigen Identifizierung und Klassifizierung der räumlichen Bezugseinheiten der amtlichen Statistik in den Mitgliedstaaten der Europäischen Union, die seit 2003 rechtsverbindlichen Charakter hat.
NUTS lehnt sich eng an die Verwaltungsgliederung der einzelnen Länder an. In der Regel entspricht eine NUTS-Ebene einer Verwaltungsebene oder einer räumlichen Aggregation von Verwaltungseinheiten.
NUTS-kompatible Statistikregionen gibt es außerhalb der rechtsverbindlichen Fassung auch für die EFTA-Länder und die meisten Beitrittskandidaten der Europäischen Union.
NUTS-Regionen sind die Grundlage für die quantitative Beurteilung von Regionen durch die EU. Im Rahmen der Regionalpolitik werden Fördermittel konkreten NUTS-Regionen (vor allem NUTS-2-Regionen) zugewiesen.

## Geschichte
Die NUTS-Systematik wurde 1980 vom Europäischen Amt für Statistik in Luxemburg entwickelt, um regionale Raumeinheiten innerhalb Europas auch international statistisch vergleichen zu können.
Durch die Verordnung (EG) Nr. 1059/2003 des Europäischen Parlaments und des Rates vom 26. Mai 2003 über die Schaffung einer gemeinsamen Klassifikation der Gebietseinheiten für die Statistik (NUTS) wurde dieses Klassifikationssystem in das Recht der Europäischen Union aufgenommen.
Die vom Europäischen Amt für Statistik entwickelte Klassifikation umfasste drei NUTS-Ebenen, die 2003 in die rechtsverbindliche Fassung aufgenommen wurden (NUTS-1 bis NUTS-3). Unterhalb dieser drei Ebenen hat die EU-Kommission seit Anfang der 1990er Jahre eine mit den NUTS-Regionen kompatible Klassifikation der lokalen Verwaltungseinheiten unter der Bezeichnung LAU (Local administrative unit) aufgebaut, wobei potentiell zwei Ebenen vorgesehen waren (LAU-1 und LAU-2), von denen jedoch nur die untere in allen Mitgliedstaaten vertreten war. Von der Aufnahme dieser unteren Ebenen in die NUTS-Verordnung wurde jedoch abgesehen. Sie stellten eine unverbindliche statistische Ergänzung zum NUTS-System dar.
Seit 2017 gibt es statt zwei nur noch eine LAU-Ebene.

## Aufbau

### Hierarchieebenen
Geostatistische Daten (z. B. Bevölkerungsdichte, Bruttoinlandsprodukt) basieren immer auf einer Bezugsfläche. Um eine Vergleichbarkeit annähernd zu gewährleisten, können nur Bezugsräume gleicher Hierarchiestufe betrachtet werden. NUTS erreicht dies durch die Definition von drei regionalen Hierarchieebenen:
NUTS 1
größere sozioökonomische Regionen
NUTS 2
grundlegende Regionen (für die Regionalpolitik)
NUTS 3
kleine Regionen (für spezifische Sachfeststellungen)
Gelegentlich wird zusätzlich NUTS 0 als Bezeichnung für die Ebene der Staaten verwendet.
Zusätzlich gibt es eine lokale Hierarchieebene:
LAU
Gemeinden, Kommunen

### Verwaltungseinheiten als Basis
„Verwaltungseinheit“ bezeichnet ein geografisches Gebiet mit einer Verwaltungsbehörde, die befugt ist, innerhalb des gesetzlichen und institutionellen Rahmens des Mitgliedstaats administrative und strategische Entscheidungen zu treffen.
Die NUTS-Ebene, der eine Verwaltungseinheit zuzuordnen ist, wird anhand von Bevölkerungsgrenzen bestimmt (dies sind Richtwerte, die im Einzelfall auch über- oder unterschritten werden können):
| Ebene  | Untergrenze | Obergrenze |
| ------ | ----------- | ---------- |
| NUTS 1 | 3.000.000   | 7.000.000  |
| NUTS 2 | 800.000     | 3.000.000  |
| NUTS 3 | 150.000     | 800.000    |

Für Staaten, die insgesamt kleiner sind als die jeweiligen Grenzwerte, werden die Ebenen 1 bis allfällig 3 systematischerweise mit dem Gesamtstaat belegt.

### Zuordnungsmethodik
Jeder EU-Mitgliedstaat, Beitrittskandidatenstaat und die EFTA-Staaten werden über eine zweistellige Buchstabenkombination eindeutig bestimmt (z. B. DE für Deutschland). Diese Codierung entspricht mit Ausnahme von Griechenland (EL statt GR) dem Standard ISO 3166-1 alpha-2 für die weltweit eindeutige Codierung von Nationalstaaten und Regionen. Gleichzeitig ist dies der NUTS-0-Code.
Für die Identifizierung von Territorien der Hierarchieebenen NUTS 1 bis NUTS 3 werden je nach Ebene ein bis drei Stellen an den Landescode angehängt. Teilregionen einer größeren Einheit „erben“ die erste Stelle des NUTS-Codes dieser größeren Region und erhalten eine weitere Stelle. Dabei werden die dazugehörigen Raumeinheiten (meist alphabetisch nach Regionsnamen) mit den Ziffern 1 bis 9 durchnummeriert, ggf. wird mit Buchstaben weitergezählt. Die „0“ wird nicht vergeben und dient stattdessen als Platzhalter.
Ein einzeln stehender NUTS-Code kann demnach über Hierarchiestufe sowie Zugehörigkeit zu größeren Raumeinheiten Auskunft geben. Mittels Nachschlagewerk kann die Region eindeutig benannt werden.
Beispiel für den NUTS-Code DED2B (= Kamenz):
- Es handelt sich um eine NUTS-3-Region, da zweistellige Landeskennung DE und weitere drei Stellen.
- Die NUTS-3-Region DED2B gehört zur NUTS-2-Region DED2, zur NUTS-1-Region DED und zur NUTS-0-Region DE.
- Die NUTS-3-Region Kamenz gehört zur NUTS-2-Region Dresden, zur NUTS-1-Region Sachsen und zur NUTS-0-Region Deutschland.

### Aktualisierung
Die Systematik wird regelmäßig dem aktuellen Gebietsstand der Territorien angepasst. Die aktuell geltenden NUTS-Codes sind seit dem 1. Januar 2016 gültig, die ab dem 1. Januar 2021 voraussichtlich geltenden Änderungen hat Eurostat bereits veröffentlicht. Bei einer Gebietsstandsänderung oder Veränderung der räumlichen Zuordnung zu größeren Gebietseinheiten kommt es zur Vergabe neuer NUTS-Codes.

## NUTS-Gliederungen nach Staat

### Übersichtstabelle
- Sofern die NUTS-Regionen politisch-administrativen Einheiten der Staaten entsprechen, werden diese in der oder den offiziellen Landessprachen genannt. Hinzu tritt gegebenenfalls ein übliches deutsches Übersetzungsäquivalent.
- Sofern die NUTS-Regionen keiner politisch-administrativen Einheit des jeweiligen Staates entsprechen, werden gegebenenfalls die in der Übersichtstabelle von Eurostat oder von einer nationalen Statistikbehörde verwendeten Bezeichnungen zuzüglich einer sinngemäßen deutschen Übersetzung angegeben. Ist keine allgemeine Bezeichnung bekannt, wird die betreffende Ebene als Agglomerat aus untergeordneten politisch-administrativen Einheiten beschrieben.
- Die zweite Spalte stellt die Sortierung nach Mitgliedern der EU (EU) – Mitgliedern der EFTA (EFTA) – Beitrittskandidaten (BK) her.
- Die dritte Spalte enthält unter den Landescodes zugleich Links zu den ausführlichen Darstellungen nach Ländern.

| Übersicht über die NUTS-Regionen nach Staaten                                               | Übersicht über die NUTS-Regionen nach Staaten | Übersicht über die NUTS-Regionen nach Staaten | Übersicht über die NUTS-Regionen nach Staaten | Übersicht über die NUTS-Regionen nach Staaten | Übersicht über die NUTS-Regionen nach Staaten | Übersicht über die NUTS-Regionen nach Staaten | Übersicht über die NUTS-Regionen nach Staaten | Übersicht über die NUTS-Regionen nach Staaten |
| Staaten                                                                                     |                                               | Code                                          | NUTS 1 | Anz.                                          | NUTS 2 | Anz.                                          | NUTS 3 | Anz.                                          |
| ------------------------------------------------------------------------------------------- | --------------------------------------------- | --------------------------------------------- | --- | --------------------------------------------- | --- | --------------------------------------------- | --- | --------------------------------------------- |
| Belgien                                                                                     | EU                                            | BE                                            | Regionen | 3                                             | 10 Provinzen + Region Brüssel-Hauptstadt | 11                                            | 42 Bezirke sowie der französischsprachige und der deutschsprachige Teil des Bezirks Verviers | 44                                            |
| Bulgarien                                                                                   | EU                                            | BG                                            | * Statistitscheski soni (Statistische Zonen) | 2                                             | * Statistitscheski rajoni (Statistische Regionen) | 6                                             | Oblasti (Bezirke) | 28                                            |
| Dänemark                                                                                    | EU                                            | DK                                            | − | 1                                             | Regioner (Regionen) | 5                                             | * Landsdele (Landesteile) | 11                                            |
| Deutschland                                                                                 | EU                                            | DE                                            | Länder | 16                                            | * Regierungsbezirke in Baden-Württemberg, Bayern, Hessen und Nordrhein-Westfalen, Gruppen von Landkreisen und kreisfreien Städten in Rheinland-Pfalz, Niedersachsen und Sachsen, ansonsten identisch mit NUTS 1/Ländern | 38                                            | Landkreise und kreisfreie Städte | 400                                           |
| Estland                                                                                     | EU                                            | EE                                            | − | 1                                             | − | 1                                             | * Maakondade grupid (Gruppen von Maakonnad/Kreisen) | 5                                             |
| Finnland                                                                                    | EU                                            | FI                                            | Manner-Suomi/Fastlands-Finland (Festländisches Finnland) + Åland | 2                                             | * Suuralueet/Storområden (Großregionen) | 5                                             | Maakunnat/Landskap | 19                                            |
| Frankreich                                                                                  | EU                                            | FR                                            | 13 Régions (Regionen) im Mutterland und eine NUTS-1-Region ohne politisch-administratives Äquivalent, die alle zu Frankreich gehörenden ultraperipheren Regionen der EU umfasst | 14                                            | * 22 Gebietseinheiten im Mutterland ohne politisches Äquivalent (soweit sie nicht mit NUTS 1 identisch sind) + 5 Übersee-Départements                                                                                   | 27                                            | Départements | 101                                           |
| Griechenland                                                                                | EU                                            | EL                                            | * Megales Geografikes Perioches (Große geographische Gebiete) | 4                                             | Periféries (Regionen) | 13                                            | * Omades Periferiakon Enotiton (Gruppen von Regionalbezirken) | 52                                            |
| Irland                                                                                      | EU                                            | IE                                            | − | 1                                             | * Regions ([Statistik-]Regionen) | 3                                             | * Regional Authority Regions | 8                                             |
| Italien                                                                                     | EU                                            | IT                                            | * Gruppi di regioni (Gruppen von Regionen) | 5                                             | 19 Regioni (Regionen) und die 2 Autonomen Provinzen Südtirol und Trient | 21                                            | Province (Provinzen) + Città metropolitane (Metropolitanstädte) | 107                                           |
| Kroatien                                                                                    | EU                                            | HR                                            | − | 1                                             | * Regije ([Statistische] Regionen) | 4                                             | 20 Županije (Gespanschaften) + Stadt Zagreb | 21                                            |
| Lettland                                                                                    | EU                                            | LV                                            | − | 1                                             | − | 1                                             | * Statistiskie reģioni (Statistische Regionen) | 5                                             |
| Litauen                                                                                     | EU                                            | LT                                            | − | 1                                             | * Regionai (Regionen) | 2                                             | Apskritys (Bezirke) | 10                                            |
| Luxemburg                                                                                   | EU                                            | LU                                            | − | 1                                             | − | 1                                             | − | 1                                             |
| Malta                                                                                       | EU                                            | MT                                            | − | 1                                             | − | 1                                             | * Reġjuni (Regionen): einerseits Malta, andererseits Għawdex u Kemmuna (Gozo und Comino) | 2                                             |
| Niederlande                                                                                 | EU                                            | NL                                            | * Landsdelen (Landesteile) | 4                                             | Provincies (Provinzen) | 12                                            | * COROP-regio's (COROP-Regionen, Gebiete des Coördinatie Commissie Regionaal Onderzoeks Programma) | 40                                            |
| Österreich                                                                                  | EU                                            | AT                                            | * Gruppen von Bundesländern | 3                                             | Bundesländer | 9                                             | * Gruppen von Gemeinden | 35                                            |
| Polen                                                                                       | EU                                            | PL                                            | * Makroregiony (Makroregionen) | 7                                             | 15 Województwa (Woiwodschaften) und zwei Teilgebiete der Woiwodschaft Masowien | 17                                            | * Podregiony (Unterregionen) | 73                                            |
| Portugal                                                                                    | EU                                            | PT                                            | Continente (Festland-Portugal) und die 2 Regiões autónomas (Autonomen Regionen) Azoren und Madeira                                                                              | 3                                             | * 7 Grupos de Entidades Intermunicipais (Gruppen von Verbänden von Municípios) und die 2 Autonomen Regionen | 9                                             | 24 Entidades Intermunicipais (Verbände von Municípios) und die 2 Autonomen Regionen | 26                                            |
| Rumänien                                                                                    | EU                                            | RO                                            | * Macroregiuni (Makroregionen) | 4                                             | * Regiuni (Regiuni de dezvoltare) ([Entwicklungs-]Regionen) | 8                                             | 41 Județe (Kreise, Bezirke) + București | 42                                            |
| Schweden                                                                                    | EU                                            | SE                                            | * Grupper av riksområden | 3                                             | * Riksområden (Reichsgebiete) | 8                                             | Län (Provinzen) | 21                                            |
| Slowenien                                                                                   | EU                                            | SI                                            | − | 1                                             | * Kohezijske regije (Kohäsionsregionen) | 2                                             | * Statistične regije (Statistikregionen) | 12                                            |
| Slowakei                                                                                    | EU                                            | SK                                            | − | 1                                             | * Oblaste (deutsch uneinheitlich) | 4                                             | Kraje (deutsch uneinheitlich) | 8                                             |
| Spanien                                                                                     | EU                                            | ES                                            | * Agrupaciones de comunidades autónomas (Gruppen von Autonomen Gemeinschaften)                                                                                                  | 7                                             | 17 Comunidades autónomas (Autonome Gemeinschaften) + 2 Ciudades autónomas (Autonome Städte) | 19                                            | 47 festländische Provincias (Provinzen) + 3 Consejos Insulares/Consells Insulars der Balearischen Inseln (wobei Eivissa und Formentera trotz ihrer politischen Trennung zusammengerechnet werden) + 7 Cabildos der Kanarischen Inseln + 2 Autonome Städte | 59                                            |
| Tschechien                                                                                  | EU                                            | CZ                                            | - | 1                                             | * Regiony soudržnosti (Kohäsionsregionen) | 8                                             | Kraje (deutsch uneinheitlich) | 14                                            |
| Ungarn                                                                                      | EU                                            | HU                                            | * Statisztikai nagyrégiók (Statistische Großregionen) | 3                                             | * Tervezési-statisztikai régiók (Planungs- und Statistikregionen) | 8                                             | 19 Megyék (Komitate) + Budapest | 20                                            |
| Zypern                                                                                      | EU                                            | CY                                            | − | 1                                             | − | 1                                             | − | 1                                             |
| EU                                                                                          |                                               | 27                                            | | 92                                            | | 244                                           | | 1165                                          |
| Island                                                                                      | EFTA                                          | IS                                            | − | 1                                             | − | 1                                             | Hagskýrslu-svæði (Regionen) | 2                                             |
| Liechtenstein                                                                               | EFTA                                          | LI                                            | − | 1                                             | − | 1                                             | − | 1                                             |
| Norwegen                                                                                    | EFTA                                          | NO                                            | − | 1                                             | * Landsdeler (Landesteile) | 7                                             | Fylker (Provinzen) | 17                                            |
| Schweiz                                                                                     | EFTA                                          | CH                                            | − | 1                                             | * Grossregionen (französisch grande région, italienisch grande regione, rätoromanisch regiun gronda) | 7                                             | Kantone (französisch canton, italienisch cantone, rätoromanisch chantun) | 26                                            |
| EFTA                                                                                        |                                               | 4                                             | | 4                                             | | 16                                            | | 46                                            |
| Albanien                                                                                    | BK                                            | AL                                            | − | 1                                             | * | 3                                             | Qarqe | 12                                            |
| Montenegro                                                                                  | BK                                            | ME                                            | − | 1                                             | − | 1                                             | − | 1                                             |
| Nordmazedonien                                                                              | BK                                            | MK                                            | − | 1                                             | − | 1                                             | * Statistički regioni (Statistikregionen) | 8                                             |
| Serbien                                                                                     | BK                                            | RS                                            | * Grupe regiona (Gruppen von Regionen) | 2                                             | * Regioni (Regionen) | 4                                             | Okruzi (Verwaltungsbezirke) | 25                                            |
| Türkei                                                                                      | BK                                            | TR                                            | * Bölgeler (Regionen, Geographische Gebiete) | 12                                            | * Alt bölgeler (Teilregionen, Bereiche) | 26                                            | İller (Provinzen) | 81                                            |
| Ukraine                                                                                     | BK                                            | UA                                            | * Makrorehiony (Makroregionen) | 8                                             | Oblasti (Oblaste) | 27                                            | Rajony (Rajone) | 138                                           |
| Ehemaliger Mitgliedstaat (Stand 2019, in der aktuellen Klassifikation nicht mehr enthalten) |                                               |                                               | |                                               | |                                               | |                                               |
| Vereinigtes Königreich                                                                      |                                               | UK                                            | 9 Government Office Regions (Regionen) in England + Schottland + Wales + Nordirland                                                                                             | 12                                            | * | 41                                            | * | 179                                           |

### Deutschland
- NUTS 1: 16 Länder
- NUTS 2: 38 Regionen. Dabei handelt es sich um:
  - 19 Regierungsbezirke in den Ländern Baden-Württemberg (4), Bayern (7), Hessen (3) und Nordrhein-Westfalen (5)
  - 10 Gruppen von Landkreisen und kreisfreien Städten, die den im Jahr 2000 aufgelösten ehemaligen Regierungsbezirken in Rheinland-Pfalz (3), den im Jahr 2005 aufgelösten ehemaligen Regierungsbezirken in Niedersachsen (4) und den 2012 aufgelösten ehemaligen Direktionsbezirken in Sachsen (3) entsprechen.
  - 9 Länder, die auf dieser Ebene nicht weiter untergliedert werden: die „Stadtstaaten“ Berlin, Hamburg und Bremen, sowie die „Flächenländer“ Brandenburg, Mecklenburg-Vorpommern, Schleswig-Holstein, Sachsen-Anhalt, Saarland und Thüringen. Diese sind somit gleichzeitig NUTS-1-Regionen und NUTS-2-Regionen.
- NUTS 3: 400 Landkreise/Kreise und kreisfreie Städte/Stadtkreise einschließlich der Stadtgemeinden Bremen und Bremerhaven und der Stadtstaaten Berlin und Hamburg.
- LAU: 10.993 Gemeinden.

Stand: 6. März 2024.

### Österreich
- NUTS 1: 3 Gruppen von Ländern
- NUTS 2: 9 Länder
- NUTS 3: 35 Gruppen von Gemeinden
- LAU: 2.093 Gemeinden

Stand: 6. März 2024.

### Schweiz
Die Schweiz ist zwar kein EU-Mitglied, aber das Schweizer Bundesamt für Statistik hat (mittels Gruppierung ganzer Kantone ohne Rücksicht auf kleinräumliche geographische Gegebenheiten) NUTS-kompatible Statistikregionen abgegrenzt, die von Eurostat übernommen werden:
- NUTS 1: die Schweiz insgesamt
- NUTS 2: 7 Grossregionen, zu denen jeweils mehrere Kantone zusammengefasst werden
- NUTS 3: 26 Kantone (Halbkantone werden separat Aufgelistet)
- LAU: 2.163 Gemeinden

Stand: 6. März 2024.

### Rechtsquellen
- Verordnung (EG) Nr. 1059/2003 über die Schaffung einer gemeinsamen Klassifikation der Gebietseinheiten für die Statistik (NUTS) in der konsolidierten Fassung vom 1. Januar 2024. In: EUR-Lex.
- Verordnung (EG) Nr. 1059/2003 des Europäischen Parlaments und des Rates vom 26. Mai 2003 über die Schaffung einer gemeinsamen Klassifikation der Gebietseinheiten für die Statistik (NUTS) (Abl. L 154 vom 21. Juni 2003, S. 1).
- Verordnung (EG) Nr. 105/2007 der Kommission vom 1. Februar 2007 zur Änderung der Anhänge der Verordnung (EG) Nr. 1059/2003 des Europäischen Parlaments und des Rates über die Schaffung einer gemeinsamen Klassifikation der Gebietseinheiten für die Statistik (NUTS)
- Verordnung (EU) 2016/2066 der Kommission vom 21. November 2016 zur Änderung der Anhänge der Verordnung (EG) Nr. 1059/2003 des Europäischen Parlaments und des Rates über die Schaffung einer gemeinsamen Klassifikation der Gebietseinheiten für die Statistik (NUTS)
- Gemeinsame Klassifikation der Gebietseinheiten für die Statistik. Zusammenfassung der Gesetzgebung. In: EUR-Lex. Amt für Veröffentlichungen der Europäischen Union (Übersicht zur Verordnung (EG) Nr. 1059/2003 und verbundenen Rechtsakte)